# Козацька вулиця (Київ)
Коза́цька вулиця — вулиця в Голосіївському районі міста Києва, місцевості Деміївка, Ширма. Пролягає від Деміївської вулиці до вулиці Академіка Книшова. 
Прилучаються вулиці Костанайська, Івана Підкови, Батумська, Гетьманська, Альпійська, Ужгородська, Гориста, Криворізька, Івана Фірцака, Гатна, Михайла Стельмаха, Широка, Водогінна, Маричанська, Василя Жуковського і Сумська, провулки Щоглівський, Козацький, Хутоярівський, Бабієнків та Старобільський.

## Історія
Вулиця (на відтинку від початку до Батумської вулиці) виникла в XIX столітті під такою ж назвою. У 50-ті роки XX століття до неї приєднано 767-му Нову вулицю і вулиця досягла теперішньої довжини. До 1980-х років починалася від проспекту Валерія Лобановського (напрям Козацької вулиці на початковому відрізку змінено у зв'язку із переплануванням місцевості).
В «історичній» частині вулиці значною мірою збереглася забудова 1-ї третини XX століття.

## Установи та заклади
- Спеціалізована загальноосвітня школа № 110 з поглибленим вивченням французької мови ім. Казимира Гапоненка (буд. № 5)
- Дошкільний навчальний заклад № 24 (буд. № 34)
- Український науково-дослідний інститут текстильної промисловості (буд. № 122)

## Зображення

Пам'ятник Казимирові Гапоненку на подвір'ї школи № 110, скульптор Анатолій Кущ
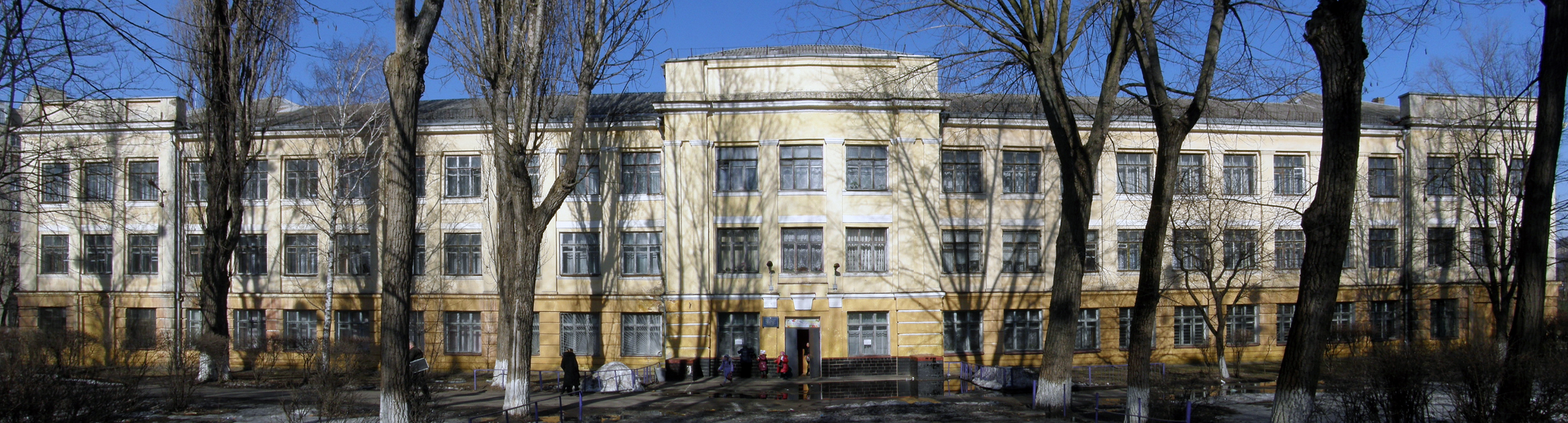
Гімназія № 110, вид з рогу вул. Деміївської